# Česko Slovensko má talent (4. řada)
Čtvrtá řada Česko Slovensko má talent odstartovala 15. září 2013 a skončila 8. prosince 2013. Do poroty se vrátili Lucie Bílá a Jaro Slávik Martina Dejdara vystřídal český moderátor Leoš Mareš. Moderátory byli naposledy Martin Rausch a Jakub Prachař. Během příprav se televize Prima a JOJ nedokázaly dohodnout na federální verzi show a uvažovalo se o jejím rozdělení, později se však televize dohodly.
Vítězem se stal opět operní zpěvák Miroslav Sýkora, který získal 50 tisíc eur a možnost vystoupit před Simonem Cowellem.

## Změny formátu
Ve čtvrté řadě prošla show změnami. Byl zrušen Velký třesk, ve kterém měla dříve porota za úkol vybrat semifinalisty. Místo něho vznikla Cesta do semifinále, která byla vysílaná po každém castingovém díle. Porota z castingového dílu vybrala šest soutěžících, o jejichž postupu poté rozhodli diváci pomocí SMS hlasování. Do semifinále pak postoupil ten, který získal nejvíce hlasů od diváků. Tímo způsobem postoupilo do semifinále devět soutěžících, zbylých devět vybrala porota sama.

## Castingy
| Datum           | Město           | Stát      | Místo                      |
| --------------- | --------------- | --------- | -------------------------- |
| 20. dubna 2013  | Banská Bystrica | Slovensko | Hotel Arcade               |
| 20. dubna 2013  | Poprad          | Slovensko | Dom kultúry                |
| 21. dubna 2013  | Košice          | Slovensko | Hotel Doubletree by Hilton |
| 27. dubna 2013  | Žilina          | Slovensko | Dom odborov                |
| 27. dubna 2013  | Komárno         | Slovensko | Dom Matice Slovenskej      |
| 28. dubna 2013  | Brno            | Česko     | Brněnské výstaviště        |
| 4. května 2013  | Olomouc         | Česko     | Kulturní dům               |
| 4. května 2013  | Ostrava         | Česko     | Hotel Imperial             |
| 5. května 2013  | Zlín            | Česko     | Hotel Garni                |
| 5. května 2013  | Hradec Králové  | Česko     | Adalbertinum               |
| 10. května 2013 | Karlovy Vary    | Česko     | ZŠ a ZUŠ Šmeralova         |
| 11. května 2013 | Praha           | Česko     | Hotel Corinthia            |
| 11. května 2013 | Plzeň           | Česko     | Hotel Central              |
| 12. května 2013 | Liberec         | Česko     | Hotel Liberec              |
| 12. května 2013 | Ústí nad Labem  | Česko     | Dům kultury                |
| 18. května 2013 | Bratislava      | Slovensko | Radisson Blu Carlton Hotel |

| Datum                | Město | Stát  | Místo            |
| -------------------- | ----- | ----- | ---------------- |
| 3.-11. července 2013 | Brno  | Česko | Mahenovo divadlo |

## Cesta do semifinále
Soutěžící postupující na základě diváckého hlasování je označen tučně a soutěžící postupující na základě rozhodnutí poroty je označen kurzívou.

### Cesta do semifinále 1 (15. září)
| Soutěžící         | Žánr/Talent            | Stát      | Výsledek      |
| ----------------- | ---------------------- | --------- | ------------- |
| Dominika Parisová | Tichá hudba            | Česko     | Nepostupující |
| Ilusias           | Světelná show          | Česko     | Nepostupující |
| Adam Weinzettl    | Akrobacie s letadélkem | Slovensko | Nepostupující |
| Stefany           | Travesti show          | Česko     | Nepostupující |
| Roman Sajbert     | Hra na bicí            | Slovensko | Nepostupující |
| Foursome          | Zpěv                   | Slovensko | Postupující   |

### Cesta do semifinále 2 (22. září)
| Soutěžící             | Žánr/Talent    | Stát      | Výsledek      |
| --------------------- | -------------- | --------- | ------------- |
| David Hanzlík         | Stand-up komik | Česko     | Nepostupující |
| Vladimír Novotný      | Akrobacie      | Česko     | Nepostupující |
| Blackwish             | Zpěv           | Česko     | Nepostupující |
| Miroslav Bruise Žilka | Tanec          | Slovensko | Postupující   |
| Jozef Ovšianik        | Zpěv           | Slovensko | Nepostupující |
| Aquabella             | Aquabelly      | Slovensko | Nepostupující |

### Cesta do semifinále 3 (29. září)
| Soutěžící         | Žánr/Talent | Stát       | Výsledek      |
| ----------------- | ----------- | ---------- | ------------- |
| Miroslav Sýkora   | Operní zpěv | Slovensko  | Postupující   |
| Lucie Šimková     | PoleDance   | Česko      | Postupující   |
| Budside           | Tanec       | Česko      | Nepostupující |
| Walkings          | Akrobacie   | Maďarsko   | Nepostupující |
| Nathalie Boszhard | Zpěv        | Nizozemsko | Nepostupující |
| Max & Optik       | Malba       | Česko      | Nepostupující |

### Cesta do semifinále 4 (6. října)
| Soutěžící       | Žánr/Talent        | Stát      | Výsledek      |
| --------------- | ------------------ | --------- | ------------- |
| Malej Dejv      | Malba a sprejování | Česko     | Postupující   |
| Nikola Karolová | Zpěv               | Slovensko | Nepostupující |
| Moving Lights   | Tanec              | Slovensko | Postupující   |
| Acoustic Ham    | Zpěv               | Česko     | Nepostupující |
| Hybrids Crew    | Tanec              | Česko     | Nepostupující |
| Combination     | Zpěv               | Česko     | Nepostupující |

### Cesta do semifinále 5 (13. října)
| Soutěžící          | Žánr/Talent | Stát  | Výsledek      |
| ------------------ | ----------- | ----- | ------------- |
| Pavel Helan        | Hudba       | Česko | Postupující   |
| In Motion          | Parkour     | Česko | Nepostupující |
| Pavlína Oščádalová | Zpěv        | Česko | Nepostupující |
| Magic Alex         | Iluzionista | Česko | Postupující   |
| Drum's Egoun       | Beatbox     | Česko | Nepostupující |
| Lucie Dobrovodská  | Zpěv        | Česko | Postupující   |

### Cesta do semifinále 6 (20. října)
| Soutěžící          | Žánr/Talent | Stát            | Výsledek      |
| ------------------ | ----------- | --------------- | ------------- |
| Adam Druga         | Hra na bicí | Slovensko       | Nepostupující |
| The Boyz           | Tanec       | Česko/Slovensko | Postupující   |
| Eliška Lüftnerová  | Zpěv        | Česko           | Postupující   |
| Keydee             | Zpěv        | Česko           | Nepostupující |
| Miroslava Časarová | Zpěv        | Česko           | Nepostupující |
| Robert Klimeš      | Teakwondo   | Česko           | Nepostupující |

### Cesta do semifinále 7 (27. října)
| Soutěžící          | Žánr/Talent    | Stát      | Výsledek      |
| ------------------ | -------------- | --------- | ------------- |
| Lubomír Kábrt      | Tanec          | Česko     | Postupující   |
| Magic Free Group   | Tanec          | Česko     | Postupující   |
| Tomasiano          | Kouzelník      | Česko     | Nepostupující |
| Kristína Kušnírová | Zpěv           | Slovensko | Nepostupující |
| Unbreakable        | Biker & Skater | Česko     | Nepostupující |
| Wretched Beauty    | Zpěv           | Česko     | Nepostupující |

### Cesta do semifinále 8 (3. listopadu)
| Soutěžící           | Žánr/Talent    | Stát       | Výsledek      |
| ------------------- | -------------- | ---------- | ------------- |
| Outbreak Crew       | Tanec          | Slovensko  | Nepostupující |
| Aneta Tokárová      | Zpěv           | Česko      | Nepostupující |
| Jakub Gulík         | Stand-up komik | Slovensko  | Postupující   |
| Lucie Destiny       | PoleDance      | Česko      | Nepostupující |
| Peter & Tomáš Szabo | Zpěv           | Slovensko  | Postupující   |
| Tumar KR            | Tanec          | Kyrgyzstán | Postupujicí   |

### Cesta do semifinále 9 (10. listopadu)
| Soutěžící               | Žánr/Talent     | Stát  | Výsledek      |
| ----------------------- | --------------- | ----- | ------------- |
| Alena Smolíková & Jerry | Frisbee se psem | Česko | Postupující   |
| Vladislav Czepiec       | Operní zpěv     | Česko | Nepostupující |
| Andrea Matulová         | Zpěv            | Česko | Nepostupující |
| Jan Svoboda             | Timbersport     | Česko | Nepostupující |
| Luboš Matula            | Kouzelník       | Česko | Nepostupující |
| Mika Ronos              | Hra na bicí     | Česko | Postupujicí   |

## Semifinále
Soutěžící jsou seřazeni podle pořadí vystupování v jednotlivých dílech. Celkem se odvysílala dvě semifinále po 9 soutěžících. První tři s největším počtem SMS hlasů postoupili do finále a mezi čtvrtým a pátým místem rozhodla porota.
| Legenda | Červený bzučák | Hlas porotce | Vítěz hlasování diváků | 2. vítěz hlasování diváků | 3. vítěz hlasování diváků | Vítěz hlasování poroty |

### Semifinále 1 (24. listopadu)
| Pořadí | Výsledek                | Soutěžící             | Žánr/Talent        | Stát      | Rozhodnutí porotců | Rozhodnutí porotců | Rozhodnutí porotců |
| Pořadí | Výsledek                | Soutěžící             | Žánr/Talent        | Stát      | Mareš              | Bílá               | Slávik             |
| ------ | ----------------------- | --------------------- | ------------------ | --------- | ------------------ | ------------------ | ------------------ |
| 1      | —                       | Magic Free Group      | Tanec              | Česko     |                    |                    |                    |
| 2      | 4. místo (porota pro)   | Pavel Helan           | Hudba/komik        | Česko     |                    |                    |                    |
| 3      | 5. místo (porota proti) | Lucie Šimková         | PoleDance          | Česko     |                    |                    |                    |
| 4      | 3. místo                | Malej Dejv            | Malba a sprejování | Česko     |                    |                    |                    |
| 5      | —                       | Lucie Dobrovodská     | Zpěv               | Česko     |                    |                    |                    |
| 6      | —                       | Moving Lights         | Tanec              | Slovensko |                    |                    |                    |
| 7      | —                       | Mika Ronos            | Hra na bicí        | Česko     |                    |                    |                    |
| 8      | 2. místo                | Miroslav Bruice Žilka | Tanec              | Slovensko |                    |                    |                    |
| 9      | 1. místo                | Miroslav Sýkora       | Operní zpěv        | Slovensko |                    |                    |                    |

### Semifinále 2 (1. prosince)
| Pořadí | Výsledek                | Soutěžící               | Žánr/Talent     | Stát            | Rozhodnutí porotců | Rozhodnutí porotců | Rozhodnutí porotců |
| Pořadí | Výsledek                | Soutěžící               | Žánr/Talent     | Stát            | Mareš              | Bílá               | Slávik             |
| ------ | ----------------------- | ----------------------- | --------------- | --------------- | ------------------ | ------------------ | ------------------ |
| 1      | 4. místo (porota pro)   | The Boyz                | Tanec           | Česko/Slovensko |                    |                    | —                  |
| 2      | 2. místo                | Eliška Lüftnerová       | Zpěv            | Česko           |                    |                    |                    |
| 3      | —                       | Magic Alex              | Iluzionista     | Česko           |                    |                    |                    |
| 4      | 3. místo                | Peter & Tomáš Szabó     | Zpěv            | Slovensko       |                    |                    |                    |
| 5      | 1. místo                | Alena Smolíková & Jerry | Frisbee se psem | Česko           |                    |                    |                    |
| 6      | —                       | Foursomeone             | Zpěv            | Slovensko       |                    |                    |                    |
| 7      | 5. místo (porota proti) | Lubomír Kábrt           | Tanec           | Česko           |                    |                    |                    |
| 8      | —                       | Jakub Gulík             | Stand-up komik  | Slovensko       |                    |                    |                    |
| 9      | —                       | Tumar KR                | Tanec           | Kyrgyzstán      |                    |                    |                    |

1. ↑  Slávik již nemusel hlasovat, jelikož Mareš hlasoval stejně jako Bílá.

## Finále (8. prosince)
Finále čtvrtého ročníku proběhlo 8. prosince 2013 a vítězem se stal slovenský operní zpěvák Miroslav Sýkora. Vítěz získal finanční částku v hodnotě 50 tisíc eur, zájezdy v hodnotě 350 tisíc korun, auto a možnost vystoupit v Britain's Got Talent před tvůrcem soutěže Simonem Cowellem. Jaro Slávik po vystoupení Aleny Smolíkové řekl, že jí zařídil vystoupení před Simonem Cowellem bez ohledu na to, zda soutěž vyhraje. V rámci večera vystoupila hudební skupina Nightwork a v závěru finále Lucie Bílá zazpívala píseň „Vyznanie“ od Mariky Gombitové.
| Pořadí | Umístění | Jméno                   | Žánr/Talent        | Země            |
| ------ | -------- | ----------------------- | ------------------ | --------------- |
| 1      | —        | The Boyz                | Tanec              | Česko/Slovensko |
| 2      | —        | Pavel Helan             | Hudba/komik        | Česko           |
| 3      | —        | Malej Dejv              | Malba a sprejování | Česko           |
| 4      | —        | Eliška Lüftnerová       | Zpěv               | Česko           |
| 5      | 3. místo | Miroslav Bruice Žilka   | Tanec              | Slovensko       |
| 6      | —        | Peter & Tomáš Szabó     | Zpěv               | Slovensko       |
| 7      | 2. místo | Alena Smolíková a Jerry | Frisbee se psem    | Česko           |
| 8      | 1. místo | Miroslav Sýkora         | Operní zpěv        | Slovensko       |

## Sledovanost
| #  | Epizoda                   | Datum premiéry     | Sledovanost Česká republika | Sledovanost Slovensko |
| -- | ------------------------- | ------------------ | --------------------------- | --------------------- |
| 1  | Castingy 1                | 15. září 2013      | 521 000                     | Není známo            |
| 2  | Cesta do semifinále 1     | 15. září 2013      | 521 000                     | Není známo            |
| 3  | Castingy 2                | 22. září 2013      | 553 000                     | Není známo            |
| 4  | Cesta do semifinále 2     | 22. září 2013      | 553 000                     | Není známo            |
| 5  | Castingy 3                | 29. září 2013      | 516 000                     | Není známo            |
| 6  | Cesta do semifinále 3     | 29. září 2013      | 516 000                     | Není známo            |
| 7  | Castingy 4                | 6. října 2013      | 640 000                     | Není známo            |
| 8  | Cesta do semifinále 4     | 6. října 2013      | 640 000                     | Není známo            |
| 9  | Castingy 5                | 13. října 2013     | 656 000                     | Není známo            |
| 10 | Cesta do semifinále 5     | 13. října 2013     | 656 000                     | Není známo            |
| 11 | Castingy 6                | 20. října 2013     | 615 000                     | Není známo            |
| 12 | Cesta do semifinále 6     | 20. října 2013     | 615 000                     | Není známo            |
| 13 | Castingy 7                | 27. října 2013     | 587 000                     | Není známo            |
| 14 | Cesta do semifinále 7     | 27. října 2013     | 587 000                     | Není známo            |
| 15 | Castingy 8                | 3. listopadu 2013  | 638 000                     | Není známo            |
| 16 | Cesta do semifinále 8     | 3. listopadu 2013  | 638 000                     | Není známo            |
| 17 | Castingy 9                | 10. listopadu 2013 | 578 000                     | Není známo            |
| 18 | Cesta do semifinále 9     | 10. listopadu 2013 | 578 000                     | Není známo            |
| 19 | Hvězdná rota              | 17. listopadu 2013 | 570 000                     | Není známo            |
| 20 | Semifinále 1              | 24. listopadu 2013 | 758 000                     | Není známo            |
| 21 | Semifinále 1 – rozhodnutí | 24. listopadu 2013 | 399 000                     | Není známo            |
| 22 | Semifinále 2              | 1. prosince 2013   | 669 000                     | Není známo            |
| 23 | Semifinále 2 – rozhodnutí | 1. prosince 2013   | 381 000                     | Není známo            |
| 24 | Finále                    | 8. prosince 2013   | 711 000                     | Není známo            |
| 25 | Finále – rozhodnutí       | 8. prosince 2013   | 571 000                     | Není známo            |